# Carmen Miranda: Bananas Is My Business
Carmen Miranda: Bananas is my Business è un docudrama brasiliano del 1995 diretto da Helena Solberg.
l film racconta la vita e la carriera di Carmen Miranda, simbolo dello spirito latino-americani di Hollywood negli anni 1940.

## Trama
Vita e la carriera di Carmen Miranda vengono evocati nei un misto di documentario e finzione, ispirata alla classica storia della ascesa e la caduta di una stella. Esportati verso gli Stati Uniti come il "bomshell brasiliana" Miranda si trattava di una stella di Broadway e Hollywood negli anni quaranta, Il film indaga l'importanza di tutta una generazione di brasiliani e americani.

## Cast
- Alice Faye ...
- Aloysio de Oliveira ....
- Aurora Miranda ...
- Carmen Miranda ... archivio di film
- Caribé da Rocha ...
- Cássio Barsante ...
- Cesar Romero ...
- Cynthia Adler ... Hedda Hopper
- Eric Barreto ... Carmen Miranda (Hollywood)
- Estela Romero ...
- Helena Solberg ... (narrazione)
- Ivan Jack ...
- Jeanne Allan ...
- Jorge Guinle ...
- Laurindo Almeida ...
- Letícia Monte ... Carmen Miranda (giovane)
- Mario Cunha ...
- Raul Smandek ...
- Rita Moreno ...
- Synval Silva ...
- Ted Allan ...

## Riconoscimenti
| Anno | Festival                                         | Categoria                    | Paese       | Risultato       |
| ---- | ------------------------------------------------ | ---------------------------- | ----------- | --------------- |
| 1994 | Festival de Brasília                             | Miglior Documentario         | Brasile     | Vincitore/trice |
| 1994 | Festival de Brasília                             | Premio Speciale della Giuria | Brasile     | Vincitore/trice |
| 1994 | Festival de Brasília                             | Premio della Critica         | Brasile     | Vincitore/trice |
| 1995 | Havana Film Festival                             | Miglior Documentario         | Cuba        | Vincitore/trice |
| 1995 | Festiva Internacional de Cinema de Chicago       | Melhor Documentário          | Stati Uniti | Vincitore/trice |
| 1995 | Yamagata International Documentary Film Festival | Miglior Documentario         | Giappone    | Candidato/a     |
| 1996 | Festival Internacional de Cine de Uruguay        | Miglior Documentario         | Uruguay     | Vincitore/trice |
| 1996 | Encontro Internacional de Cinema de Portugal     | Melhor Documentário          | Portogallo  | Vincitore/trice |